# Éva Székely
Éva Székely (n. 3 aprilie 1927, Budapesta, Regatul Ungariei – d. 29 februarie 2020, Budapesta, Ungaria) a fost o înotătoare maghiară. Ea a câștigat medalia de aur la Jocurile Olimpice de vară din 1952 de la Helsinki și medalia de argint la Jocurile Olimpice de vară din 1956, a stabilit șase recorduri mondiale și a câștigat 44 de titluri naționale. A devenit prima deținătoare a recordului mondial la proba de 400 m mixt individual în 1953.

## Biografie
Éva Székely s-a născut în orașul Budapesta, capitala Ungariei într-o familie de evrei. Mama ei era o evreică ortodoxă din Ungaria de Sus, iar tatăl ei s-a născut în satul Vâlcele (azi în jud. Covasna) din Transilvania. Tatăl Evei și-a maghiarizat numele din Goldstein în Székely în 1912 la Budapesta.
În copilărie a concurat la o echipă locală de înot, iar în 1941, când avea vârsta de 14 ani, a stabilit un record național de viteză, deși i s-a permis cu mare greutate să concureze din cauza faptului că era evreică, și în curând a fost exclusă din echipă din cauza religiei ei. Nu i s-a mai permis să concureze în următorii patru ani și a supraviețuit Holocaustului, în mare parte pentru că devenise o înotătoare faimoasă. În ultimii ani ai celui de-al Doilea Război Mondial, a locuit împreună cu alte 41 de persoane într-o „casă sigură” aglomerată cu două camere din Budapesta, administrată de elvețieni, și, pentru a se menține în formă, alerga în fiecare zi, urcând și coborând cinci etaje pe scări de 100 de ori.
La sfârșitul celui de-al Doilea Război Mondial l-a cunoscut pe viitorul ei soț, Dezső Gyarmati⁠(d), care a devenit ulterior triplu campion olimpic (1952, 1956 și 1964) la polo pe apă; ei au divorțat ulterior, iar Dezső a decedat în anul 2013, înaintea fostei sale soții. Fiica lor, Andrea Gyarmati, născută în 1954, a fost o înotătoare în probele de spate și fluture, care a câștigat două medalii la Jocurile Olimpice de vară din 1972 de la München. După Revoluția Ungară din 1956, familia Gyarmati a emigrat în Statele Unite ale Americii, dar nu au rămas mult timp acolo și s-au întors pentru a avea grijă de părinții Évei Székely, iar începând de atunci autoritățile maghiare nu le-au mai permis celor doi soți să părăsească țara împreună.
Éva Székely a obținut trei medalii de aur la Jocurile Mondiale Universitare din 1947, urmate de cinci medalii de aur la Campionatul Mondial Universitar din 1951. Ea a câștigat medalia de aur⁠(d) la proba de 200 de metri bras (stabilind un nou record olimpic) la Jocurile Olimpice de vară din 1952 de la Helsinki și medalia de argint⁠(d) la Jocurile Olimpice de vară din 1956. De asemenea, a stabilit șase recorduri mondiale și a câștigat 44 de titluri naționale. A stabilit primul record mondial în proba de 400 m individual mixt în 1953.
După ce s-a retras din competiții, Éva Székely a lucrat ca farmacistă și antrenoare de înot, antrenându-și, printre altele, propria fiică.
În anul 1976 a fost inclusă în International Swimming Hall of Fame. I s-a acordat titlul de Sportivă a Națiunii⁠(d) din Ungaria în 2004 și a primit premiul Prima Primissima⁠(d) în 2011. De asemenea, a fost inclusă în Internațional Jewish Sports Hall of Fame⁠(d).
Éva Székely a murit pe 29 februarie 2020 la Budapesta, la vârsta de 92 de ani.

## Publicații
Ea a fost autoarea a trei cărți, dintre care una a fost tradusă în alte limbi:
- Numai câștigătorii au voie să plângă! (Sírni csak a győztesnek szabad!), Magvető Kiadó⁠(d), Budapesta, 1981
- Am venit, am văzut, am pierdut? (Jöttem, láttam... Vesztettem?), Magvető Kiadó, Budapesta, 1986
- Am înotat/Am supraviețuit (Megúsztam), Sport Kiadó, Budapesta, 1989